# Lophodermium griseum
Lophodermium griseum är en svampart som först beskrevs av Ludwig David von Schweinitz, och fick sitt nu gällande namn av Franz Petrak 1979. Lophodermium griseum ingår i släktet Lophodermium och familjen Rhytismataceae.   Inga underarter finns listade i Catalogue of Life.